# Goffredo Cappa
Goffredo Cappa oder Capa, auch Gioffredo Cappa oder latinisiert Jofredus Cappa (* 1644 in Saluzzo, Italien; † 1717 in Turin, Italien), war ein italienischer Geigenbauer, aus dessen Werkstatt auch Bratschen und Celli stammen.

## Leben
Nachdem Cappa in der Werkstatt der Familie Amati in Cremona gearbeitet hatte, machte er sich in seiner Heimatstadt Saluzzo selbständig. Er wird heute als der Begründer der Geigenbauertradition im Piemont angesehen. In seiner Werkstatt arbeiteten auch seine Brüder Gioacchino und Giuseppe. Zu seinen Schülern zählten Geigenbauer wie Spirito Sorsana und G. Francesco Celoniato.

## Einige Künstler und deren Instrumente
- Amiram Ganz vom Altenberg Trio spielte bis 2024 auf einer Violine des Jahres 1686.
- Fabio Biondi spielt eine Viola des Jahres 1690.
- Stéphane Grappelli (1908–1997), französischer Geiger, spielte eine Violine des Jahres 1695.
- Boris Hamburg (1884–1954), Exilrusse, spielte in Nordamerika und Europa ein Violoncello des Jahres 1696.
- Jean-Guihen Queyras spielt ein Violoncello des Jahres 1696.
- Henri Demarquette spielt ein Violoncello des Jahres 1697.
- Jae-Won Lee vom Paul-Klee-Trio spielt auf einer Viola des Jahres 1697.
- Michael Rabin (1936–1972) spielte auf einer Viola von Cappa und der Violine ex Kubelik/Ferni No. 40419 von Guarneri del Gesù von 1735.
- Meta Weiss, Niederländerin, spielt auf einem Violoncello des Jahres 1690.
- Johanna Staemmler, Gründungsmitglied des Armida Quartetts, spielt eine Violine des Jahres 1690.[3]